# 乌德普拉
乌德普拉（Udpura），是印度拉贾斯坦邦Kota县的一个城镇。总人口8768（2001年）。

## 人口
该地2001年总人口8768人，其中男性4706人，女性4062人；0—6岁人口1531人，其中男785人，女746人；识字率66.82%，其中男性为75.58%，女性为56.67%。